# 日本国憲法第20条
日本国憲法 第20条（にほんこく（にっぽんこく）けんぽう だい20じょう）は、日本国憲法の第3章にある条文で、信教の自由と政教分離原則について規定している。

## 条文
日本国憲法 - e-Gov法令検索

第二十条
1. 信教の自由は、何人に対してもこれを保障する。いかなる宗教団体も、国から特権を受け、又は政治上の権力を行使してはならない。
2. 何人も、宗教上の行為、祝典、儀式又は行事に参加することを強制されない。
3. 国及びその機関は、宗教教育その他いかなる宗教的活動もしてはならない。

## 解釈
「信教の自由」には、以下の点が挙げられる。
- 内心における宗教上の信仰の自由 - 特定の宗教を信じる自由、信仰を変える自由、宗教を信じない自由。
- 宗教的行為の自由 - 礼拝、祈祷、その他の宗教上の行為、祝典、儀式または行事を行い、参加し、もしくはこうした行為を行わない自由、布教の自由。
- 宗教上の結社の自由 - 宗教団体を設立し、加入する自由、活動する自由、または加入せず活動しない自由[1][2]。

また、憲法20条1項後段、2項、3項、および89条は、政教分離原則を規定している。
「国及びその機関」の範囲に対して裁判所の判例はまだない。2002年（平成14年）11月1日現在の政府解釈（小泉純一郎内閣総理大臣の答弁）は以下である。
- 内閣、各省庁（国家公務員）、国会、裁判所
- 内閣総理大臣、その他の国務大臣、各省の事務次官、局長、課長
- 天皇、皇族
- 地方公共団体及びその機関（地方公務員）
- 知事、市町村長、副知事、助役、出納長、収入役、部長、課長
- 政党、政治家

## 沿革

### 大日本帝国憲法
東京法律研究会 p.8

第二十八條日本臣民ハ安寧秩序ヲ妨ケス及臣民タルノ義務ニ背カサル限ニ於テ信教ノ自由ヲ有ス

### 憲法改正要綱
「憲法改正要綱」、国立国会図書館「日本国憲法の誕生」。

九第二十八条ノ規定ヲ改メ日本臣民ハ安寧秩序ヲ妨ケサル限ニ於テ信教ノ自由ヲ有スルモノトスルコト

### GHQ草案
「GHQ草案」、国立国会図書館「日本国憲法の誕生」。

#### 日本語
第十九条
宗教ノ自由ハ何人ニモ保障セラル如何ナル宗教団体モ国家ヨリ特別ノ特権ヲ受クルコト無カルヘク又政治上ノ権限ヲ行使スルコト無カルヘシ
何人モ宗教的ノ行為、祝典、式典又ハ行事ニ参加スルコトヲ強制セラレサルヘシ
国家及其ノ機関ハ宗教教育又ハ其ノ他如何ナル宗教的活動ヲモ為スヘカラス

#### 英語
Arlicle XIX.
Freedom of religion is guaranteed to all. No religious organization shall receive special privileges from the State, nor exercise political authority.
No person shall be compelled to take part in any religious acts, celebrations, rites or practices.
The State and its organs shall refrain from religious education or any other religious activity.

### 憲法改正草案要綱
「憲法改正草案要綱」、国立国会図書館「日本国憲法の誕生」。

第十八
信教ノ自由ハ何人ニ対シテモ之ヲ保障スルコトトシ如何ナル宗教団体モ国家ヨリ特権ヲ受クルコトナク且政治上ノ権力ヲ行使スルコトナカルベキコト
何人ト雖モ宗教上ノ行為、祝典、儀式又ハ行事ニ参加スルコトヲ強制セラレザルベキコト
国及其ノ機関ハ宗教教育其ノ他如何ナル宗教的活動ヲモ為スベカラザルコト

### 憲法改正草案
「憲法改正草案」、国立国会図書館「日本国憲法の誕生」。

第十八条
信教の自由は、何人に対してもこれを保障する。いかなる宗教団体も、国から特権を受け、又は政治上の権力を行使してはならない。
何人も、宗教上の行為、祝典、儀式又は行事に参加することを強制されない。
国及びその機関は、宗教教育その他いかなる宗教的活動もしてはならない。

## 過度な保証による弊害・憲法改正による制限要求
日本では、憲法で信教の自由を保証し過ぎており、国に宗教の教義の是非を判断させたり、宗教法人にするかどうかの自由な裁量を委ねたりすることが禁じられている。そして、メディアも、大学も、テロ事件前の宗教が絡む問題には、及び腰になってしまっている。そして、旧オウム真理教や統一教会、エホバの証人などカルトや営利目的者がそこを悪用してきた。そのため、もしも憲法改正するならば、宗教法人に更なる自由を与える内容ではなく、カルトや営利目的への規制、宗教法人優遇へ制限を与える内容にするベきと指摘されている。「宗教活動で得た収益は非課税」「年収が8000万円以下であれば行政への収支報告の義務免除」「境内内の固定資産税は非課税」「法人が取得した相続は非課税」など宗教法人に様々な特権が与えられている。そのため、宗教法人ブローカーが現れ、外国人や富裕層に数千万円から数億円で売買されている。日本政府も宗教法人格の売買が横行しているために脱税やマネーロンダリングなど営利目的に用いられていることを問題視したものの、「（憲法20条の）信教の自由の観点から、実態の把握は困難」と調査すら行えていない。売買された宗教法人は、200軒ほどいた檀家に知らせず、寺の土地を売却し、墓石を勝手に移すなどの事態が起きている。

## 関連訴訟・判例
- 加持祈祷事件 - 1963年（昭和38年）5月15日 最高裁 合憲
  - 争点：宗教行為である加持祈祷の結果、人を死亡させた行為を処罰することは、憲法第20条第1項で禁止されているか。
  - 最高裁判決：他人の生命、身体等に危害を及ぼす違法な有形力の行使に当る宗教行為は、憲法第二〇条第一項の信教の自由の保障の限界を逸脱する。
- 津地鎮祭訴訟 - 1977年（昭和52年）7月13日 最高裁 合憲
  - 争点：地鎮祭は、憲法第20条第3項で禁止されている宗教的活動か。
  - 最高裁判決：社会の一般的慣習に従った儀式を行うという世俗的なもので、宗教的活動にはあたらない。
- 自衛官合祀訴訟 - 1988年（昭和63年）6月1日 最高裁 合憲
  - 殉職した自衛官について、隊友会の地方組織が自衛隊の事務協力を得て県護国神社へ合祀の申請をし、合祀されたが、自衛官の妻がこれを自衛官の意思に反するものと主張し、信教の自由や政教分離の原則に違反するとして、国と県連を相手に訴えを起こした。
  - 山口地裁：違憲。広島高裁：違憲。最高裁判決：合祀の申請は県連の単独で行われ、国は補助的であるため政教分離には違反しない。
- 箕面忠魂碑違憲訴訟 - 1993年（平成5年）2月16日 最高裁 合憲
  - 大阪地裁：違憲。大阪高裁：合憲。最高裁判決：宗教施設に該当しない。慰霊祭への参列も宗教的活動にはあたらない。
- 宗教法人オウム真理教解散命令事件 - 1996年（平成8年）1月30日 最高裁 合憲
  - 争点：宗教法人法81条1項1号及び2号前段に規定する事由があるとしてされた宗教法人の解散命令は、憲法20条1項に違反するか。
  - 最高裁決定：解散命令は、専ら宗教法人の世俗的側面を対象とし、宗教団体や信者の精神的・宗教的側面に容喙する意図によるものではなく、例え解散によってそれらに支障があったとしても、それは解散命令に伴う間接的で事実上のものであるにとどまる為、憲法20条1項に違背するものではない。
- 剣道実技拒否訴訟 - 1996年（平成8年）3月8日 最高裁 原告勝訴
  - 公立の高等専門学校に在籍していた生徒が、宗教上の理由で必須科目の体育の剣道の実技への参加を拒否したことで、原級留置となりその後退学処分を受けた。そこで、その処分の取消しを求め、生徒本人と両親が訴えを起こした。
  - 争点：宗教的中立をとる公教育の場で、個人の信教の自由は、どこまで配慮されるのか。
  - 最高裁判決：信仰上の真摯な理由から剣道実技に参加できない学生に対し、レポートの提出等代替措置をとることは、第20条第3項の政教分離の原則に違反しない。
- 愛媛県靖国神社玉串料訴訟 - 1997年（平成9年）4月2日 最高裁 違憲
  - 愛媛県は、靖国神社の例大祭やみたま祭りに玉串料等として公金を支出した。これに対し住民が知事らを相手取って住民訴訟を起こした。
  - 争点：靖国神社への玉串料の支出は、宗教的活動か。
  - 最高裁判決：宗教的活動にあたり違憲。
- 空知太神社事件 - 2010年（平成22年）1月20日 最高裁 違憲
- 孔子廟訴訟 - 2021年（令和3年）2月24日 最高裁 違憲
  - 砂川市・那覇市は市有地の土地使用料を徴収せず、特定の宗教団体へ無償提供する。これに対し不満を持つ他宗教の信者や住民らが市を相手取って住民訴訟を起こした。
  - 争点：市有地を宗教団体へ無償提供する行為は政教分離の原則に反するものではないか。
  - 最高裁判決：市の行為は宗教的活動に該当するため違憲。
- その他、1990年（平成2年）に行われた大嘗祭の知事参列等をめぐる公金支出をめぐって、各地の住民が住民訴訟を提起したが、いずれも合憲としている。

## 関連条文
- 日本国憲法第14条第1項（法の下の平等）
- 日本国憲法第19条（思想及び良心の自由）
- 日本国憲法第44条（議員及び選挙人の資格）
- 教育基本法第3条第1項
- 大日本帝国憲法第28条

## 他の国々の場合
- 第1修正（信教の自由、国教樹立禁止）
- ドイツ連邦共和国基本法第4条（信仰、良心および告白の自由）
- 中華民国憲法第13条
- 中華人民共和国憲法第36条
- 大韓民国憲法第20条